# Schermen op de Olympische Zomerspelen 2012 – floret mannen team
Floret mannen team is een van de disciplines binnen het onderdeel schermen op de Olympische Zomerspelen 2012. De competitie werd gehouden in het ExCeL Centre in Londen op 5 augustus 2012. In totaal namen er 9 landen aan dit onderdeel deel.

## Formule
Er wordt geschermd met rechtstreekse uitschakeling. De eerste ronde (achtste finale) is een tabel van 16, waarbij 7 landen vrijstelling krijgen. Vanaf de tweede ronde (kwartfinale) schermt elk land. Er wordt geschermd om een derde plaats.

## Galerij

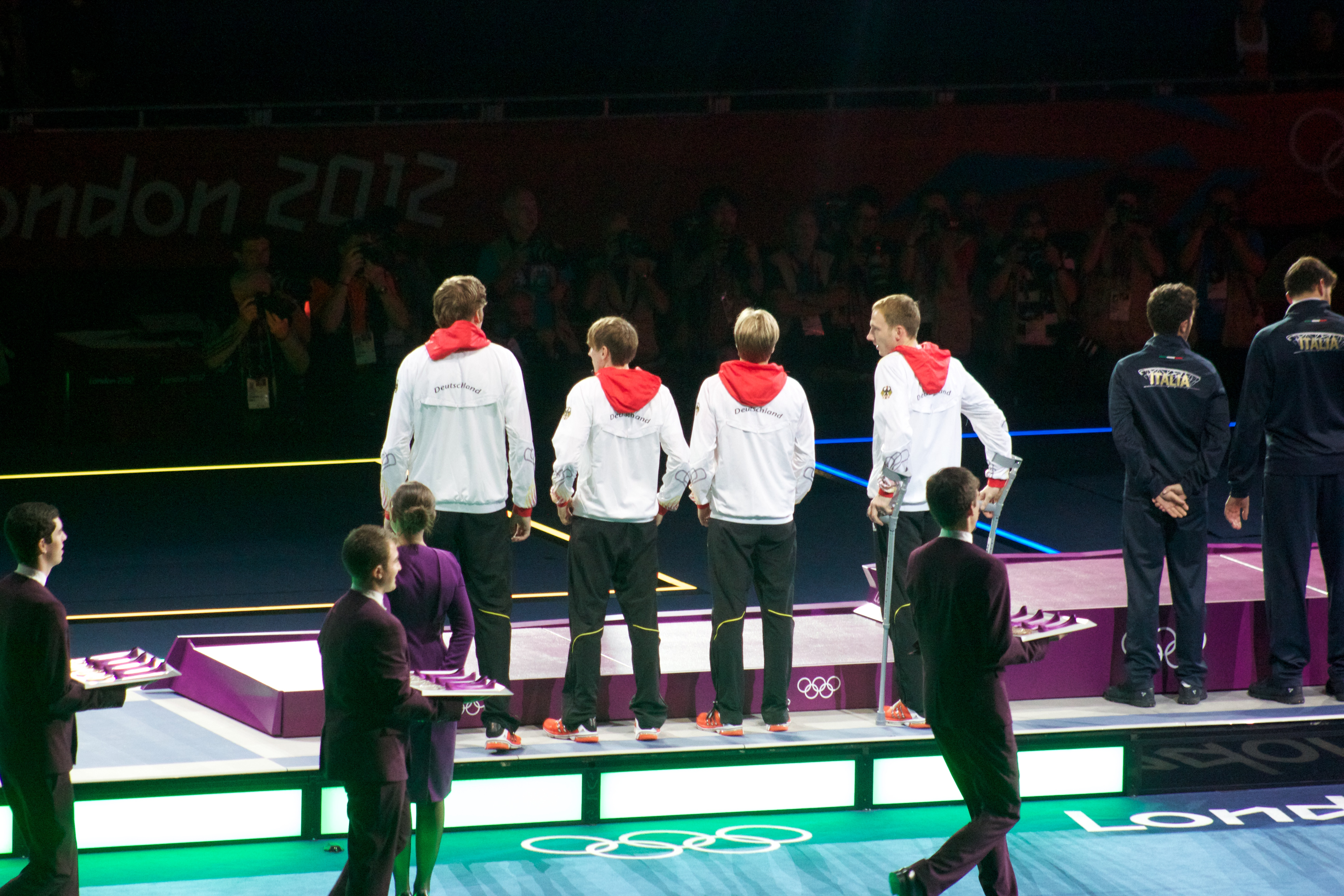
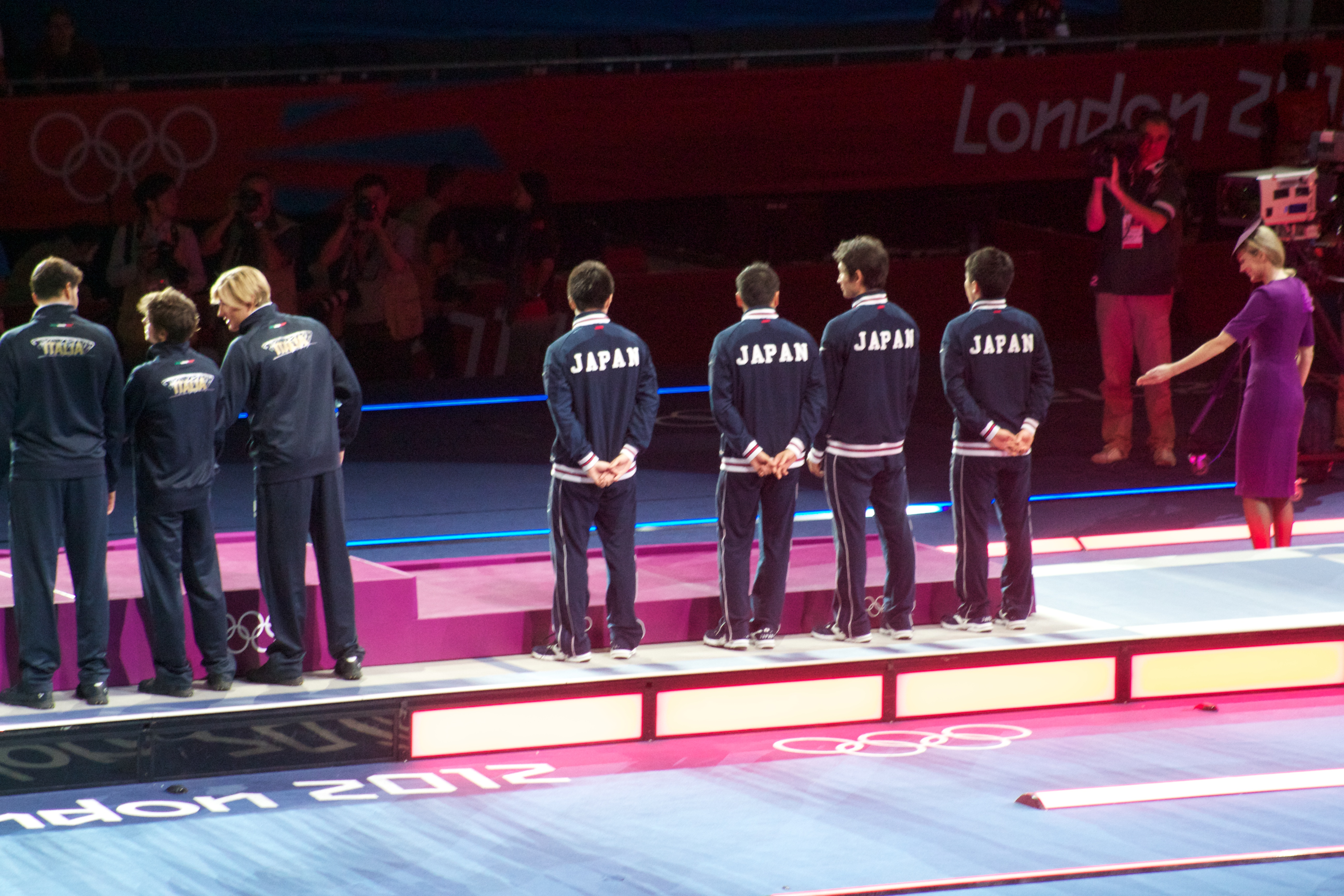
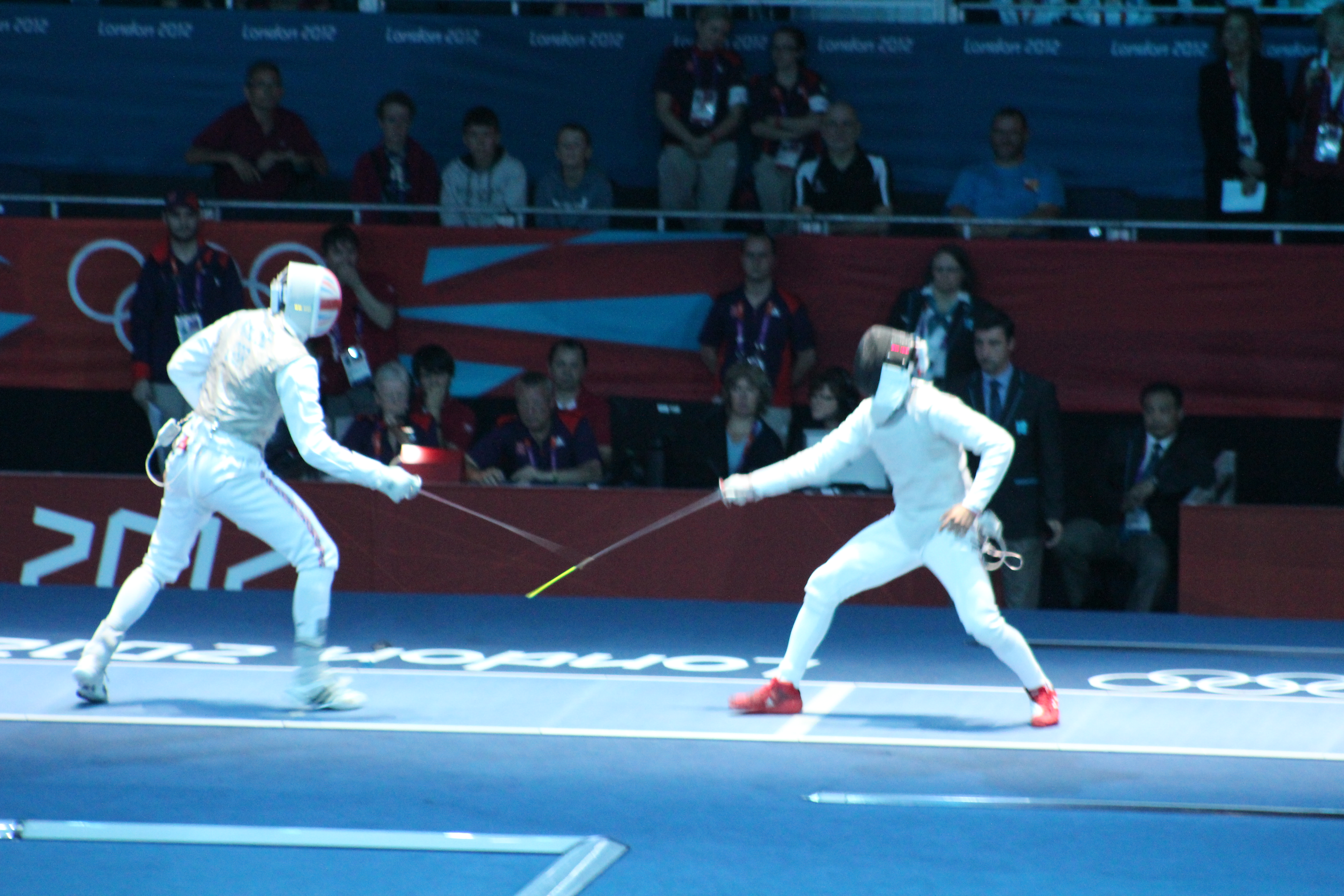
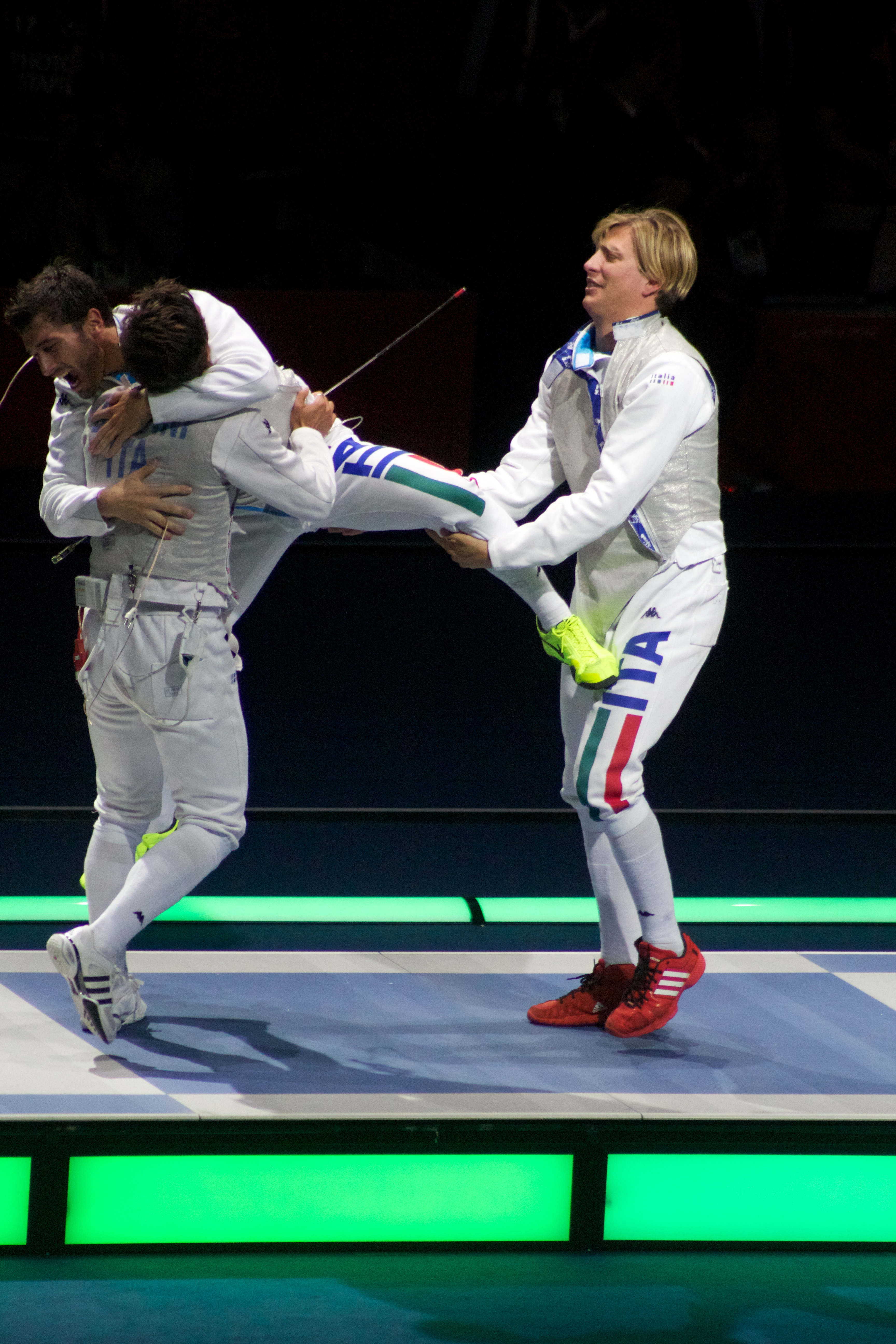
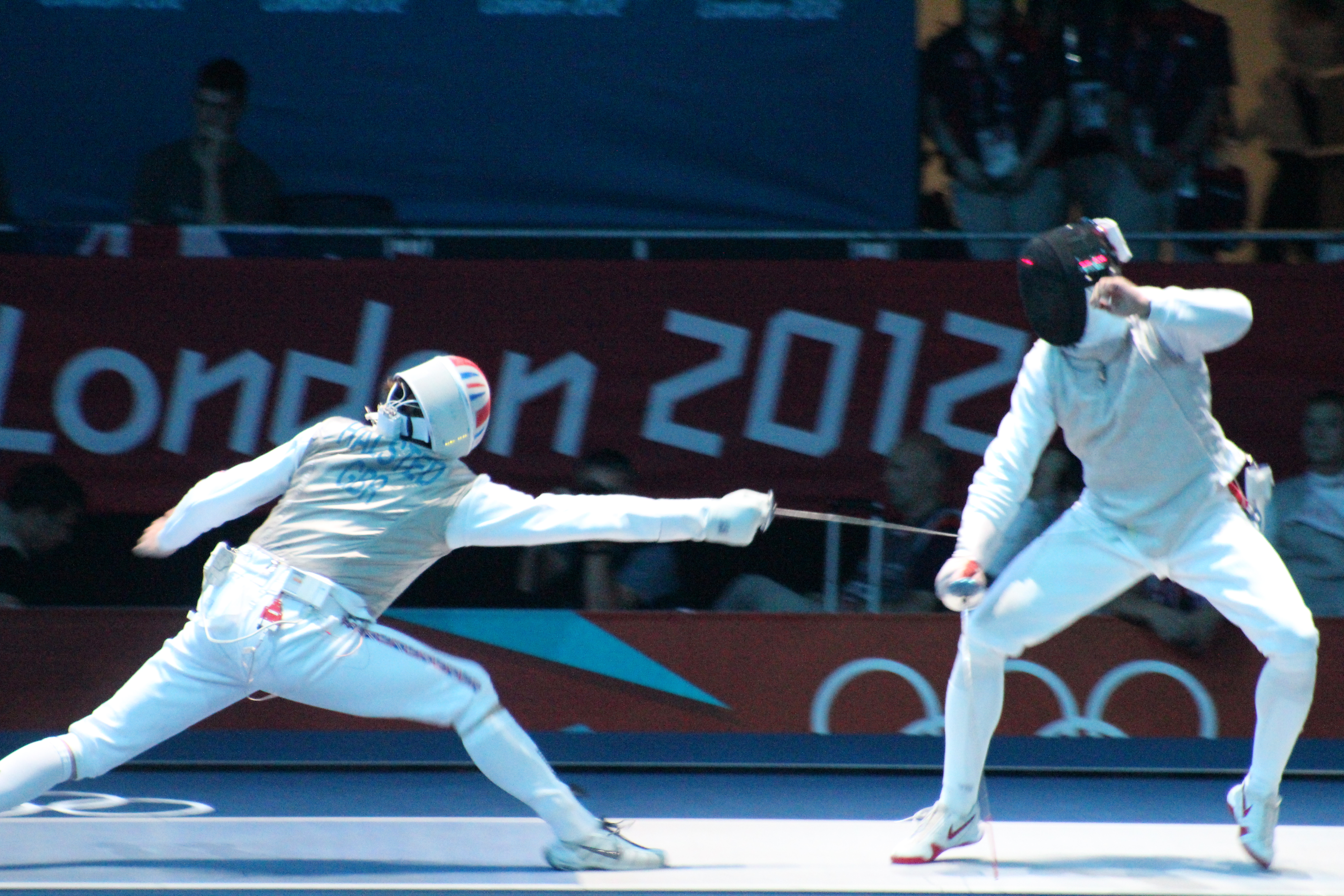
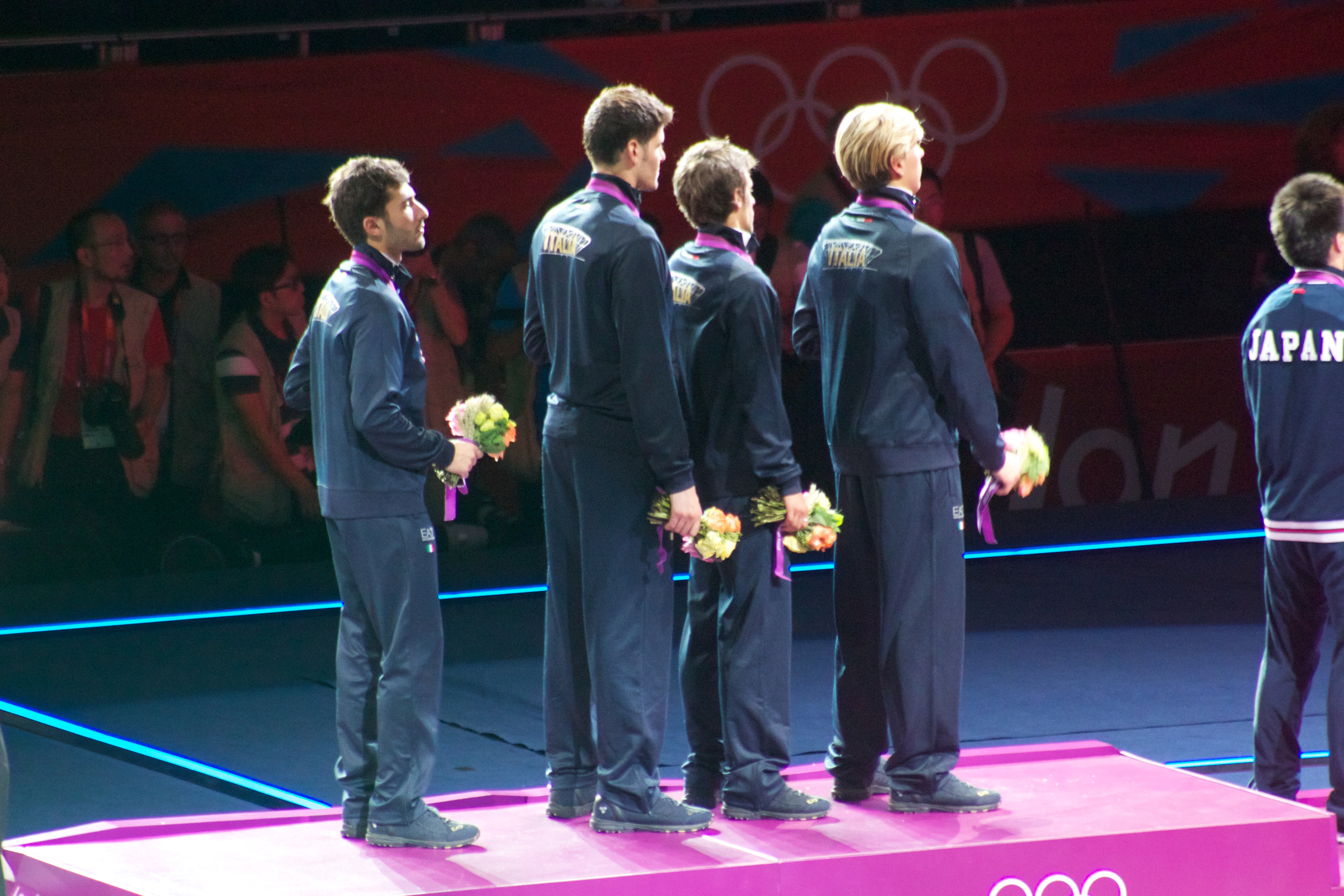

## Deelnemende landen
| Land      | Deelnemers                                                        |
| --------- | ----------------------------------------------------------------- |
| China     | Lei Sheng Zhu Jun Ma Jianfei Zhang Liangliang                     |
| Duitsland | Sebastian Bachmann Benjamin Kleibrink Peter Joppich Andre Wessels |
| Egypte    | Alaaeldin Abouelkassem Anas Mostafa Tarek Ayad Sherif Farrag      |

| Land      | Deelnemers                                                     |
| --------- | -------------------------------------------------------------- |
| Frankrijk | Erwan Le Pechoux Victor Sintes Enzo Lefort Marcel Marcilloux   |
| Italië    | Valerio Aspromonte Andrea Cassara Andrea Baldini Giorgio Avola |
| Japan     | Kenta Chida Yuki Ota Ryo Miyake Suguru Awaji                   |

| Land             | Deelnemers                                                                |
| ---------------- | ------------------------------------------------------------------------- |
| Rusland          | Artoer Achmatchoezin Renal Ganeev Aleksej Tsjeremisinov Alexey Khovanskiy |
| Groot-Brittannië | James-Andrew Davis Husayn Rosowsky Richard Kruse Laurence Halsted         |
| Verenigde Staten | Miles Chamley-Watson Alexander Massialas Race Imboden Gerek Meinhardt     |

## Uitschakeling
| achtste finale | achtste finale   | achtste finale |  |  | kwartfinale | kwartfinale      | kwartfinale |  |  | halve finale | halve finale     | halve finale |  |           | finale    | finale           | finale |
|                |                  |                |  |  |             |                  |             |  |  |              |                  |              |  |           |           |                  |        |
|                |                  |                |  |  |             |                  |             |  |  |              |                  |              |  |           |           |                  |        |
|                |                  |                |  |  |             | Italië           | 45          |  |  |              |                  |              |  |           |           |                  |        |
| 9              | Groot-Brittannië | 45             |  |  |             | Groot-Brittannië | 40          |  |  |              |                  |              |  |           |           |                  |        |
| 8              | Egypte           | 33             |  |  |             |                  |             |  |  |              | Italië           | 45           |  |           |           |                  |        |
|                |                  |                |  |  |             |                  |             |  |  |              | Verenigde Staten | 24           |  |           |           |                  |        |
|                |                  |                |  |  |             | Verenigde Staten | 45          |  |  |              |                  |              |  |           |           |                  |        |
|                |                  |                |  |  |             | Frankrijk        | 39          |  |  |              |                  |              |  |           |           |                  |        |
|                |                  |                |  |  |             |                  |             |  |  |              |                  |              |  |           |           | Italië           | 45     |
|                |                  |                |  |  |             |                  |             |  |  |              |                  |              |  |           |           | Japan            | 39     |
|                |                  |                |  |  |             | Duitsland        | 44          |  |  |              |                  |              |  |           |           |                  |        |
|                |                  |                |  |  |             | Rusland          | 40          |  |  |              |                  |              |  |           |           |                  |        |
|                |                  |                |  |  |             |                  |             |  |  |              | Duitsland        | 40           |  |           |           |                  |        |
|                |                  |                |  |  |             |                  |             |  |  |              | Japan            | 41           |  |           |           |                  |        |
|                |                  |                |  |  |             | Japan            | 45          |  |  |              |                  |              |  | 3e plaats | 3e plaats | 3e plaats        |        |
|                |                  |                |  |  |             | China            | 30          |  |  |              |                  |              |  |           |           | Verenigde Staten | 27     |
|                |                  |                |  |  |             |                  |             |  |  |              |                  |              |  |           |           | Duitsland        | 45     |

### Plaatsen 5-8
|  | Plaatsen 5-8     | Plaatsen 5-8 |    |           | Plaatsen 5-6     | Plaatsen 5-6 |
|  |                  |              |    |           |                  |              |
|  |                  |              |    |           |                  |              |
|  | Groot-Brittannië | 45           |    |           |                  |              |
|  | Frankrijk        | 29           |    |           |                  |              |
|  |                  |              |    |           |                  |              |
|  |                  |              |    |           |                  |              |
|  |                  |              |    |           | Groot-Brittannië | 35           |
|  |                  | Rusland      | 45 |           |                  |              |
|  |                  |              |    |           |                  |              |
|  |                  |              |    |           | Plaatsen 7-8     |              |
|  |                  |              |    |           |                  |              |
|  | Rusland          | 45           |    | Frankrijk | 33               |              |
|  | China            | 40           |    |           | China            | 45           |

## Eindrangschikking
| Plaats | Land             | Deelnemers                                                                |
| ------ | ---------------- | ------------------------------------------------------------------------- |
| 1.     | Italië           | Valerio Aspromonte Andrea Cassara Andrea Baldini Giorgio Avola            |
| 2.     | Japan            | Kenta Chida Yuki Ota Ryo Miyake Suguru Awaji                              |
| 3.     | Duitsland        | Sebastian Bachmann Benjamin Kleibrink Peter Joppich Andre Wessels         |
| 4.     | Verenigde Staten | Miles Chamley-Watson Alexander Massialas Race Imboden Gerek Meinhardt     |
| 5.     | Rusland          | Artoer Achmatchoezin Renal Ganeev Aleksej Tsjeremisinov Alexey Khovanskiy |
| 6.     | Groot-Brittannië | James-Andrew Davis Husayn Rosowsky Richard Kruse Laurence Halsted         |
| 7.     | China            | Lei Sheng Zhu Jun Ma Jianfei Zhang Liangliang                             |
| 8.     | Frankrijk        | Erwan Le Pechoux Victor Sintes Enzo Lefort Marcel Marcilloux              |
| 9.     | Egypte           | Alaaeldin Abouelkassem Anas Mostafa Tarek Ayad Sherif Farrag              |